# سیارک ۲۴۲۷۴
سیارک ۲۴۲۷۴ (به انگلیسی: 24274 Alliswheeler، نامگذاری:1999XN167) بیست و چهار هزار و دویست و هفتاد و چهارمین سیارک کشف شده‌است که در ۱۰ دسامبر ۱۹۹۹ کشف شد.
قدر مطلق سیارک برابر ۱۵.۵ است.